# Ернст VII фон Хонщайн
Ернст VII фон Хонщайн (на немски: Ernst VII von Hohnstein, von Honstein; * 24 март 1562, Клетенберг; † 8 юли 1593, Валкенрид) е последният регент на Графство Хонщайн в Южен Харц.

## Произход и наследство
Той е син на граф Фолкмар Волф фон Хонщайн (1512 – 1580) от тюрингския род на графовете на Хонщайн, и първата му съпруга графиня Маргарета фон Барби (1528 – 1567), дъщеря на граф Волфганг I фон Барби-Мюлинген († 1565) и графиня Агнес фон Мансфелд-Мителорт († 1558). По-голямата му сестра Анна фон Хонщайн († 1620) се омъжва на 6 юли 1578 в Лора за граф Йоахим фон Хоенцолерн (1554 – 1587).
След смъртта на Ернст VII херцог Хайнрих Юлий фон Брауншвайг-Волфенбютел получава графството Хонщайн и го присъединява към Княжество Брауншвайг-Волфенбютел.

## Фамилия
Първи брак: на 10 септември 1582 г. с Юлиана фон Барби-Мюлинген (* 1562; † 8 ноември 1590), дъщеря на граф Албрехт X фон Барби-Мюлинген († 1588) и Мария фон Анхалт-Цербст († 1563). С нея той има децата:
- Фолкмар Волф (* 1583; † 16 декември 1586, умира на три години)
- Мария Магдалена фон Хонщайн (1584 – 1590)
- Ердмута Юлиана фон Хонщайн-Клетенберг (1587 – 1633), омъжена за граф Йохан Лудвиг фон Глайхен-Тона († 1631)
- Елизабет фон Хонщайн (1588)
- Доротея Елизабет фон Ифелд? (1589 – 1595)

Втори брак: на 18 юни 1592 г. в Щетин с графиня Агнес фон Еверщайн от Померания (* 1576; † 27 ноември 1636), дъщеря на граф Лудвиг фон Еверщайн-Наугард (1527 – 1590) и Анна фон Мансфелд-Хинтерорт († 1583). Бракът е бездетен.
След смъртта му през 1593 г. вдовицата му Агнес се омъжва на 21 октомври 1598 г. за Буркхард Шенк фон Таутенбург († 1605).